# ۱۱۶۱ (قمری)
۱۱۶۱ (قمری)، هزار و صد و شصت و یکمین سال در گاهشماری هجری قمری است. اول محرم این سال برابر با دوم ژانویه سال ۱۷۴۸ میلادی است.